# Le Grognon (film)
Pour les articles homonymes, voir Le Grognon.
Pour plus de détails, voir Fiche technique et Distribution.
Le Grognon (Ο γρουσούζης (O grousouzis)) est un film grec réalisé par Yórgos Tzavéllas et sorti en 1952.

## Synopsis
M. Agathoklis (Oréstis Makrís) est un cafetier râleur de Plaka, célibataire endurci. Son attitude est telle qu'il fait même fuir ses habitués. Seule sa propriétaire, Mme Epistimi (Georgía Vassiliádou), secrètement amoureuse de lui, prend sa défense. Un jour, à la surprise du quartier, il adopte un nouveau-né abandonné sur le pas de sa porte. Les voisins se perdent en conjectures et très vite, les rumeurs vont bon train. Cependant, un vieux garçon n'est pas ce qu'il y a de plus indiqué pour s'occuper d'un bébé. Il engage donc une nourrice, Maria, qui s'avère être bien sûr la vraie mère de l'enfant. M. Agathoklis tombe vite amoureux d'elle, mais il se sacrifie et cherche le véritable père.

## Fiche technique
- Titre : Le Grognon
- Titre original : Ο γρουσούζης (O grousouzis)
- Réalisation : Yórgos Tzavéllas
- Scénario : Yórgos Tzavéllas
- Direction artistique :
- Décors :
- Costumes :
- Photographie : Aristidis Karydis Fuchs
- Son : Markos Zervas
- Montage : Dinos Katsouridis
- Musique : Mános Hadjidákis
- Production :  Finos Film
- Pays d'origine :  Grèce
- Langue : grec
- Format :  Noir et blanc
- Genre : Comédie
- Durée : 108 minutes
- Dates de sortie : 3 novembre 1952

## Distribution
- Oréstis Makrís
- Mímis Fotópoulos
- Georgía Vassiliádou